# Neferu II
Neferu II fue la esposa y hermana del faraón Mentuhotep II, quien gobernó en la Dinastía XI del Antiguo Egipto, alrededor del año 2000 a. C.
Neferu se conoce principalmente por su tumba (TT319) en Deir el-Bahari. La tumba se encontró muy destruida, pero la cámara funeraria decorada estaba bien conservada y se encontraron muchos fragmentos de los relieves de la capilla de la tumba. Sus títulos principales eran esposa del rey e hija del rey. Las inscripciones en la tumba mencionan que ella era la hija de una persona llamada Iah, muy probablemente la reina madre Iah que era la madre del rey Mentuhotep II. Por lo tanto, era su hermana. Se sabe que Mentuhotep II era hijo del rey Intef III, quien probablemente fue el padre de Neferu.

## Literatura
- Joyce Tyldesley: Chronicle of the Queens of Egypt. Thames & Hudson. 2006, ISBN 0-500-05145-3, p. 67.

- Datos: Q277524
- Multimedia: Neferu II / Q277524